# Grijze tinamoe
De grijze tinamoe (Tinamus tao) is een vogel uit de familie tinamoes (Tinamidae). De wetenschappelijke naam van de soort is voor het eerst geldig gepubliceerd in 1815 door Temminck.

## Beschrijving
De grijze tinamoe is een van de grootste tinamoes, hij wordt ongeveer 46 cm lang. Hij is overwegend grijs, met zwarte strepen op rug en kop. De nek en kop hebben ook witte stippen.

## Leefwijze
De grijze tinamoe eet vruchten en zaden die hij op de grond vindt.

## Voortplanting
Het mannetje broedt de eieren uit en voedt de jongen op, die al snel volwassen zijn. Het nest is gebouwd tussen het dichte struikgewas.

## Voorkomen
De soort komt  voor in het Amazoneregenwoud en telt vier ondersoorten:
- T. t. larensis: centraal Colombia en noordwestelijk Venezuela.
- T. t. septentrionalis: noordoostelijk Venezuela en noordwestelijk Guyana.
- T. t. tao: het noordelijke deel van centraal Brazilië.
- T. t. kleei: van het zuidelijke deel van centraal Colombia tot oostelijk Bolivia en westelijk Brazilië.

## Beschermingsstatus
De totale populatie wordt geschat op 100-500 duizend volwassen vogels. Vanwege het hoge tempo van habitatverlies door ontbossing heeft de soort op de Rode Lijst van de IUCN de status kwetsbaar.